# 71-es vízibusz (Velence)
A velencei 71-es jelzésű vízibusz San Zaccaria és a Tronchetto között közlekedett Murano érintésével, párban a 72-es járattal, mely ellentétes irányban közlekedett. A viszonylatot az ACTV üzemeltette.

## Története
A 71-es vízibusz a kezdetektől Murano megállóit köti össze a belváros központjával, a San Zaccariával és a parkolókkal, a Tronchettóval. Mivel az érintett Murano megkerülése két irányban lehetséges, ezért a két irányt a járatok számozásával különböztették meg. Az óramutató járásával ellenkezően a 71-es, ellentétes irányban a 72-es járat közlekedett.
A járat előzménye a régi 5-ös család volt, ezek átalakításával 1999-ben jött létre a 41/42-es, az 51/52-es és 61/62-es párokkal együtt. 2001-ben szűnt meg, helyét a Diretto Murano járat vette át.
A 71-es járat története:
| Időszak     | Járat- szám | Megállók |
| ----------- | ----------- | --- |
| 1978 – 1983 | 5           | Riva degli Schiavoni – Tana – Celestia – Ospedale Civile – Fondamente Nuove – Isola San Michele – Murano (Navagrero) – Murano (Museo) – Murano (Fondamenta Venier) – Murano (Serenella) – Murano (Navagero) – Murano (Faro) – Murano (Colonna) – Isola San Michele – Fondamente Nuove – Madonna dell’Orto – San Alvise – Ponte Tre Archi – Ponte Guglie – Ferrovia – Piazzale Roma – Zattere – Santa Eufemia – Redentore – Ostello – San Giorgio Maggiore – Riva degli Schiavoni |
| 1984 – 1995 | 5           | Riva degli Schiavoni – Tana – Celestia – Ospedale Civile – Fondamente Nuove – Isola San Michele – Murano (Navagrero) – Murano (Museo) – Murano (Fondamenta Venier) – Murano (Serenella) – Murano (Navagero) – Murano (Faro) – Murano (Colonna) – Isola San Michele – Fondamente Nuove – Madonna dell’Orto – San Alvise – Ponte Tre Archi – Ponte Guglie – Ferrovia – Piazzale Roma – Zattere – Santa Eufemia – Redentore – Ostello – San Giorgio Maggiore – Riva degli Schiavoni |
| 1984 – 1995 | 5/          | Riva degli Schiavoni – Sant’Elena – Murano (Navagrero) – Murano (Museo) – Murano (Fondamenta Venier) – Murano (Serenella) – Murano (Navagero) – Murano (Faro) – Murano (Colonna) – Ponte Tre Archi – Ponte Guglie – Ferrovia – Piazzale Roma – Tronchetto A (1991-től) – Tronchetto B (1991-től) |
| 1996 – 1998 | 23          | San Zaccaria (Iolanda) – Tana – Celestia – Ospedale Civile – Fondamente Nuove – Cimitero – Murano (Navagero) – Murano (Faro) – Murano (Colonna) – Cimitero – Fondamente Nove – Ospedale Civile – Celestia – Tana – San Zaccaria (Iolanda) (Csak ebben az irányban) |
| 1996 – 1998 | 52 verde    | Lido (Santa Maria Elisabetta) – Sant’Elena – Giardini Biennale – San Zaccharia (Iolanda) – Zattere – Santa Marta – Piazzale Roma – Ferrovia (Bar Roma) – Ponte di Guglie – Ponte di Tre Archi – San Alvise – Madonna dell’Orto – Fondamente Nove – Cimitero – Murano (Colonna) – Murano (Serenella) – Murano (Fondamenta Vernier) – Murano (Museo) – Murano (Navagero) – Murano (Faro) – Murano (Colonna) – Cimitero – Fondamente Nove – Madonna dell’Orto – San Alvise – Ponte di Tre Archi – Ponte di Guglie – Ferrovia (Bar Roma) – Piazzale Roma – Santa Marta – Zattere – San Zaccaria (Iolanda) – Giardini Biennale – Sant’Elena – Lido (Santa Maria Elisabetta) (Csak ebben az irányban) |
| 1996 – 1998 | 52 viola    | Piazzale Roma (Santa Chiara) – Sacca Fisola – Sant’Eufemia – Zitelle – San Zaccaria (Iolanda) – Tana – Celestia – Ospedale Civile – Fondamente Nove – Cimitero – Murano (Colonna) – Murano (Serenella) – Murano (Fondamenta Vernier) – Murano (Museo) – Murano (Navagero) – Murano (Faro) – Murano (Colonna) – Fondamente Nove – Ospedale Civile – Celstia – Tana – San Zaccaria (Iolanda) – Zitelle – Sant’Eufemia – Sacca Fisola – Piazzale Roma (Santa Chiara) (csak ebben az irányban) |
| 1999 – 2001 | 71          | San Zaccaria (Jolanda) – Murano (Navagero) – Murano (Museo) – Murano (Fondamente Venier) – Murano (Serenella) – Murano (Colonna) – Piazzale Roma (Santa Chiara) – Tronchetto (Csak ebben az irányban) |
| 1999 – 2001 | 72          | Tronchetto – Piazzale Roma (Santa Chiara) – Murano (Colonna) – Murano (Serenella) – Murano (Fondamente Venier) – Murano (Museo) – Murano (Navagero) – San Zaccaria (Jolanda) (Csak ebben az irányban) |

## Megállóhelyei
| sz. | idő (perc) | megállóhely neve             | látnivalók                                 |
| --- | ---------- | ---------------------------- | ------------------------------------------ |
| 0   | 0          | San Zaccaria (Jolanda)       | Szent Márk tér, Dózse-palota, San Zaccaria |
| 1   | 28         | Murano, Navagero             |                                            |
| 2   | 31         | Murano, Museo                | Museo Vetrario, Santa Maria e Donato       |
| 3   | 34         | Murano, Fondamenta Venier    | Santa Maria degli Angeli                   |
| 4   | 37         | Murano, Serenella            |                                            |
| 5   | 40         | Murano, Colonna              |                                            |
| 6   | 68         | Piazzale Roma (Santa Chiara) |                                            |
| 7   | 78         | Tronchetto                   |                                            |